# Noor de Baat
Pour les articles homonymes, voir de Baat.
Noor de Baat est une joueuse de hockey sur gazon néerlandaise. Elle évolue au poste de milieu de terrain au AH&BC Amsterdam et avec l'équipe nationale néerlandaise.

## Biographie
Noor est née le 4 octobre 2000 à Broek in Waterland.

## Carrière
Elle a fait ses débuts en équipe première le 4 juin 2022 contre l'Angleterre à Londres lors de la Ligue professionnelle 2021-2022.

## Palmarès
- : 2e à l'Euro U21 2019
- : 2e à la Ligue professionnelle 2021-2022
- : 1re à la Coupe du monde U21 2022